# Бие (провинция)
Биѐ (на португалски: Bié) е провинция на Ангола, разположена в централната част на страната. Столицата е град Куито, площта на провинцията е 70 314 квадратни километра, а населението наброява 800 000 души. Климатът на провинцията е свеж с обилни валежи, като това прави възможно отглеждането на царевица, захарна тръстика, ориз, кафе и фъстъци. Бие е най-плодородната анголска провинция. Пресечена е от реката Куанза от изток на север, а в югозападната част на провинцията тече река Куши, която е приток на реката Окаванго.